# منطقه موکات‌لانگ
منطقه موکات‌لانگ (به لاتین: Mokhotlong District) یک منطقهٔ مسکونی در لسوتو است که در لسوتو واقع شده‌است. منطقه موکات‌لانگ ۴٬۰۷۵ کیلومتر مربع مساحت و ۱۰۰٬۴۴۲ نفر جمعیت دارد و ۲٬۵۱۲ متر بالاتر از سطح دریا واقع شده‌است.